# Eros Puglielli
Eros Puglielli (Roma, 17 maggio 1973) è un regista italiano.

## Biografia
Nasce a Roma il 17 maggio 1973. Ancora adolescente realizza alcuni lavori in video che evidenziano uno stile dinamico ed estremamente articolato al servizio di racconti dai toni grotteschi incentrati su temi e storie che appartengono al mondo giovanile. 
Nel 1993 gira in video il lungometraggio Dorme, in concorso a Bellaria nel 1995, trasferito su pellicola 35mm nel 2000 e distribuito in sala nel maggio dello stesso anno. A 21 anni entra nel corso di regia del Centro sperimentale di cinematografia; lì dirige alcuni cortometraggi: Assunta, I topi (una co-regia), Effetto placebo, presentato ai festival di Pesaro e Sulmona, vincitore del Festival di Capalbio.
Nello stesso periodo gira il cortometraggio Il pranzo onirico, in concorso al Festival di Venezia 1996 dove vince i premi UCCA e FEDIC, vince il Festival di Siena e il Festival di Torino come miglior corto dell'anno, ottiene la Menzione speciale al Festival international du court métrage de Clermont-Ferrand, e viene candidato al premio David di Donatello e il videoclip Shiva di Saturnino, prodotto da Jovanotti. 
Nel 1997 realizza il mediometraggio Lorenzo 1997 - L'albero, un mix tra backstage musicale e fiction per l'uscita dell'omonimo disco di Jovanotti.
Dello stesso anno I racconti di Baldassarre, cortometraggio in 35mm, vincitore del Festival di Annecy nel 1998.
Nel 1998 al Festival Adriatico cinema, diretto da Marco Bellocchio, gli viene dedicata una monografia presentando alcuni dei suoi lavori. Nel 2000 realizza un cortometraggio in collaborazione con Legambiente per Telepiù dal titolo Teledominio. 
Nell'agosto 2001 esce in sala il suo primo film Tutta la conoscenza del mondo, presentato alla sezione Forum del Festival di Berlino 2001 e vincitore del premio N.U.C.T. e presentato al Lincoln Center di New York.
Nel 2004 partecipa alla Sezione Mezzanotte della 61ª Mostra internazionale d'arte cinematografica di Venezia con il suo secondo film, il thriller Occhi di cristallo, tratto dal romanzo L'impagliatore di Luca Di Fulvio. Nello stesso periodo realizza un film di fantascienza AD Project, destinato al mercato homevideo. Il film è stato realizzato con il sistema The Coproducers, ideato da lui stesso con Marco Bonini e altri nel 2005, secondo il quale tutti i partecipanti non ricevono compenso ma detengono una quota degli utili.
Nel 2006 realizza la serie TV 48 ore, un poliziesco di 12 episodi da 50 minuti l'uno. In questo stesso periodo lavora come docente alla Scuola di Cinema di Roma dove insegna recitazione. Nell'anno successivo partecipa al documentario Gli invisibili - Esordi nel cinema italiano 2000-2006.
Nel 2008 realizza Zodiaco, una miniserie in quattro puntate da 100min, un thriller parapsicologico prodotto dalla Casanova Entertainment per Rai 2. 
Dal 2009 lavora per la Ares film in onda su Canale 5 fino al 2015, dirigendo i TV movie So che ritornerai, Caldo criminale, con protagonisti Sabrina Ferilli e Gabriel Garko. Le serie TV Viso d'angelo, Baciamo le mani - Palermo New York 1958, con protagoniste Virna Lisi e Sabrina Ferilli e Il bello delle donne... alcuni anni dopo.
Nel 2018 torna al cinema con il film Nevermind presentato in anteprima, nella sezione "Panorama Italia", alla Festa del Cinema di Roma.
Nel 2019 dirige il film Copperman, con Luca Argentero.
Nel 2022 dirige Gli idoli delle donne, con Lillo & Greg e successivamente dirige la serie Amazon Prime Sono Lillo.
Dirige altre due serie nel 2023: Alfonso, per Amazon Prime, e dal 21 dicembre 2023, su Prime Video con la serie comedy in due stagioni Gigolò per caso, dove dirige Christian De Sica e Pietro Sermonti.
Nel dicembre del 2024 esce il film di Natale Cortina Express, scritto e diretto da Puglielli stesso e con protagonista proprio De Sica, con Lillo e Isabella Ferrari.

## Filmografia

### Cinema
- Dorme (1995)
- Tutta la conoscenza del mondo (2001)
- Occhi di cristallo (2004)
- AD Project (2006)
- Nevermind (2018)
- Copperman (2019)
- Gli idoli delle donne (2022)
- Cortina Express (2024)

### Televisione
- L'albero — film TV (1997)
- 48 ore — serie TV, 12 episodi (2006)
- Zodiaco — miniserie TV, 4 puntate (2008)
- So che ritornerai — film TV (2009)
- Caldo criminale — film TV (2010)
- Viso d'angelo — miniserie TV, 4 puntate (2011)
- Baciamo le mani - Palermo New York 1958 — miniserie TV, 8 puntate (2013)
- Il bosco — miniserie TV, 4 puntate (2015)
- Il bello delle donne... alcuni anni dopo — miniserie TV, 8 puntate (2017)
- Sono Lillo — serie TV, 14 episodi (2023-2024)
- Gigolò per caso — serie TV, 7 episodi (2023-in corso)

### Cortometraggi
- Amicizia (1992)
- Assunta (1995)
- Armageddon (1995)
- I topi (1996)
- Effetto placebo (1996)
- Il pranzo onirico (1996)
- I racconti di Baldassarre (1997)
- Teledominio (2000)
- Può succedere (2012)